# 徳田興人
徳田 興人（とくだ こうじん、1935年10月6日 - 2006年12月18日）は、日本の男性俳優、演出家。大阪府出身。旧芸名及び本名は徳田 実（とくだ みのる）。

## 来歴・人物
明治大学法学部中退。かつては劇団四季、松竹芸能に所属していた。
1982年に劇団スタジオ・鏡を旗揚げ、演出家としても活動。
中でも自身がタクシードライバーだった経験を基に戯曲を書いた「贋作タクシー・ドライバー」を始めとしたシリーズで知られる。
俳優としては、主に東映京都や松竹制作のテレビ時代劇に数多く出演して悪役や善人問わず坊主役などを演じた。
2006年12月18日、71歳で死去。

## 出演

### テレビドラマ
- 俺は用心棒 第5話「浪士狩りの夜」（1967年、NET）
- 素浪人 月影兵庫 第20話「お墓の底が抜けていた」（1967年、NET）
- 仮面の忍者赤影 第49話「人喰い植物ばびらん」（1967年、KTV）
- 時代活劇シリーズ 風（1967年、TBS）
  - 第4話「海賊と宝と青春と」
  - 第6話「小判を買う男」
- 37階の男 第21話「花びらが考えるとき」（1968年、NTV）
- 帰って来た用心棒 第17話「川の流れに」（1968年、NET）
- 天を斬る（1969年、NET）
- 五番目の刑事 第19話「夜霧よ、私にキスして」（1970年、NET） - 木下
- 青春太閤記 いまにみておれ!（1970年、NTV）
- 紅つばめお雪 第9話「悪さもさじ加減」（1970年、NET）
- 銭形平次（CX）
  - 第231話「矢場へ来た用心棒」（1970年）
  - 第299話「一度死んだ女」（1972年）
  - 第357話「雪の挽歌」（1973年）
  - 第365話「星の降る夜に」（1973年）
  - 第390話「十手一代」（1973年）
  - 第424話「苦い水」（1974年）
  - 第586話「壺振りのお駒」（1977年）
- 銀河ドラマ / 古都憂愁 第2話「大根焚きの味」（1970年、NHK） - 岡山
- 清水次郎長 第34話「ドヂで間抜け三ン下です」（1971年、CX）
- 軍兵衛目安箱 第13話「燃える華」（1971年、NET）
- 笹沢左保股旅シリーズ 第2作「狂女が唄う信州路」（1972年、CX）
- 長谷川伸シリーズ（NET）
  - 第5話「町のいれずみ者」（1972年）
  - 第14話「江戸の花和尚」（1973年）
- 遠山の金さん捕物帳（NET）
  - 第123話「大安吉日に裁かれた女」（1972年）
  - 第150話「我が子に殺しを教えた男」（1973年）
- 紫頭巾 第11話「女スリ緋牡丹お島」（1972年、12ch）
- お祭り銀次捕物帳 第17話「もどってきた十手」（1972年、CX）
- 二人の素浪人 第10話「殺し屋には死の報酬」（1972年、CX）
- 素浪人 天下太平 第21話「親星子星の見る夢は…」（1973年、NET） - 留造
- 地獄の辰捕物控 第18話「蘭の花は血の中に咲く」（1973年、NET）
- ご存知遠山の金さん 第40話「江戸一番の男伊達」（1974年、NET）
- いただき勘兵衛 旅を行く 第16話「無法は通さぬ道だとさ」（1974年、NET） - 松吉
- 江戸を斬るIII 第13話「金四郎の結婚」（1977年、TBS）
- 遠山の金さん 第96話「お湯の中にも鬼が住む」（1977年、NET/東映）
- 桃太郎侍（NTV）※高橋英樹版
  - 第68話「浮かれ女も恋をする」（1978年）-
  - 第141話「浮世絵美人を狙う鬼」（1979年）-
- 部長刑事（ABC）
  - 第515話「悪夢」（1968年）
  - 第1074話「冷たい血の流れ」（1981年）
  - 第1207話「女詐欺師えん子」（1981年）
  - 第1220話「あの頃」（1982年）
  - 第1330話「壊滅 広域暴力団サバト組」（1984年）
- 江戸の用心棒 第26話「別れたくない江戸の空」（1981年、CX）
- 眠狂四郎円月殺法 第7話「こぼれ花情け無用の無頼剣-小田原の巻-」（1982年、TX） - 源太
- 時代劇スペシャル（CX）
  - 姫四郎流れ旅（1982年）
  - 薩摩飛脚（1982年）
  - 人形佐七捕物帳 死を呼ぶ猫は金の爪（1984年）
  - 町奉行日記（1992年）
- 大奥（1983年、CX） - 天海 ※初代
- 水戸黄門（TBS）
  - 第3部 第18話「人情・刀鍛冶」（1971年）
  - 第4部 第15話「津軽哀歌」（1973年）
  - 第8部 第4話「黄門さまに似た男 ‐沼津‐」（1977年） - 役人 ※徳田実名義
  - 第14部 第26話「湯けむり格さん子守唄 -山中-」（1984年） - 代貸
  - 第16部 第23話「涙で誓った盗っ人仁義 -長岡-」（1986年） - 商人
  - 第17部 第15話「南国土佐のいごっそ女房 -高知-」（1987年） - 住職
  - 第18部
    - 第6話「めざす敵は領主様」（1988年）
    - 第21話「化け猫の仇討ち」（1989年）

  - 第20部（1990年）
    - 第28話「孤剣に秘めた悲願」 - 住職
    - 第48話「陰謀渦巻く薪能」 - 梶原了庵

  - 第25部 第16話「子供たちの恩返し」（1996年） - 住職
  - 第28部（2000年）
    - 第10話「見てはいけない狐の嫁入り」
    - 第18話「大人もビックリ!天才少年」
- 眠狂四郎無頼控 第22話「座頭殺法!闇を斬る仕込杖」（1983年、TX）
- 新・なにわの源蔵事件帳 第5話「艶女衣裳競べ」（1983年、NHK）
- 人形佐七捕物帖（1984年、CX）
- 大岡越前（TBS）
  - 第8部 第16話「抜け荷暴いた娘掏摸」（1984年） - 権助
  - 第13部 第12話「金の亡者は悪検校」（1993年2月1日）- 堀川抱壱
  - 第15部（1998年）
    - 第14話「小さな出会い」 - 茶屋の親爺
    - 第15話「思い込み」
- 京都マル秘指令 ザ新選組 脅迫10「茶道の宗家を色仕掛けで乗っとるぞ!」（1984年、NTV）
- 服部半蔵 影の軍団IV（1985年、KTV）
  - 第12話「サムライ、荒野の落日」
  - 第19話「凄い女がやって来た」 - 板倉勝静
- 徳川風雲録 御三家の野望（1986年、TX） - 常楽院天忠
- 江戸を斬るVII 第21話「殺しの陰で嗤う奴」（1987年、TBS）
- NHKドラマスペシャル もどり橋（1988年、NHK）
- 翔んでる!平賀源内 第9話「殺意が潜む大井川」（1989年、TBS）
- 八百八町夢日記（NTV）
  - 第1シリーズスペシャル「夢を追って」（1989年）
  - 第2シリーズ 第27話「北町恋ごよみ」（1991年） - 光明寺住職
- 三匹が斬る!シリーズ（ANB / 東映）
  - 三匹が斬る!
    - 第3話「仇打ちの、乙女も愛でよ秋花火」（1987年）

  - 続続・三匹が斬る!
    - 第6話「母しぐれ、金が仇の地獄旅」（1990年） - 住職

  - 新・三匹が斬る!
    - 第15話「妖怪のカッパ退治は美女と道づれ」（1992年） - 了達
- 長七郎江戸日記（NTV）
  - 第1シリーズ 第31話「日陰に咲く花」（1984年） - 川田
  - 第1シリーズ 第71話「十手にかけた青春」（1985年） - 白山
  - 第1シリーズ 第111話「おれん絶叫!」（1986年） - 吉兵衛
  - 第2シリーズ 第25話「咲くか、赦免花」（1988年） - 大政
  - 第2シリーズ 第49話「奇妙な息子」（1989年） - 大黒屋宗七
  - 第3シリーズ 第38話「別れ橋」（1991年） - 三上半兵衛
- 岡っ引どぶ（CX）
  - 時代劇スペシャル版 第6話「折鶴殺人事件」（1981年） - 大場彦七
  - テレビシリーズ版 第6話「出湯の里殺人事件」（1991年）
- 名奉行 遠山の金さん（ANB / 東映）
  - 第1シリーズ 第10話「お仙が拾った子」（1988年）-
  - 第3シリーズ 第10話「お目付桜の子守歌」（1990年）-
  - 第4シリーズ 第21話「地獄から帰ってきた女」（1992年） - 春木屋
  - 第5シリーズ 第1話「桜吹雪が泣いた!」（1993年）-
  - 第7シリーズ 第8話「献残屋の秘密 一度死んだ女」（1995年） - 松前屋善助
- 必殺シリーズ（ABC）
  - 必殺仕掛人
    - 第14話「掟を破った仕掛人」（1972年） - 門番
    - 第19話「理想に仕掛けろ」（1972年） - 浪士 谷

  - 必殺仕置人（1973年）
    - 第6話「塀に書かれた恨み文字」 - 囚人
    - 第16話「大悪党のニセ涙」 - 伝七

  - 新・必殺仕置人 第35話「宣伝無用」（1977年） - 伝八
  - 江戸プロフェッショナル・必殺商売人 第2話「誘拐されて女よろこぶ」（1978年） - 源次
  - 必殺からくり人・富嶽百景殺し旅 第11話「甲州三坂の水面」（1978年） - 平太
  - 新・必殺仕事人
    - 第16話「主水家で説教する」（1981年） - 仙太
    - 第28話「主水弁解する」（1981年） - 辰三

  - 必殺渡し人 第6話「精霊流しに渡します」（1983年） - 弥八
  - 必殺仕切人 第13話「もしも16000両だましとられたら」（1984年） - 雲水
  - 必殺仕事人III
    - 第3話「アルバイトをしたのは同級生」（1982年） - 元円
    - 第16話「饅頭売って稼いだのはお加代」（1983年） - 覚明
    - 第29話「老眼鏡を買わされたのは主水」（1983年）- 勢州

  - 必殺仕事人IV
    - 第3話「主水 老人問題を考える」（1983年） - 道庵
    - 第32話「主水、超能力山伏に部屋を貸す」（1984年） - 山伏

  - 必殺仕事人V・激闘編
    - 第8話「初夢千両殺し」（1986年） - 姉目堂
    - 第16話「主水、クモ男を捕り逃がす」（1986年） - 弥吉
    - 第25話「主水、紫陽花の下に金を隠す」（1986年） - 仙蔵

  - 必殺仕事人V・旋風編
    - 第6話「主水、バースになる」（1987年） - 辰蔵
    - 第14話「主水、大奥の鶴を食べて失業する」（1987年） - 戸吹屋

  - 必殺スペシャル・秋! 仕事人vsオール江戸警察（1990年） - 元締
  - 必殺仕事人・激突! 第12話「霊感少年を操る極悪人」（1991年） - 佐久間伊織
- 鬼平犯科帳（CX）
  - 第1シリーズ 第7話 「明神の次郎吉」 （1989年） - 宗円
  - 第1シリーズ 第10話「一本眉」（1989年） - 茂の市
  - 第3シリーズ 第4話「火つけ船頭」（1992年） - 関本の源七
  - 第4シリーズ 第13話「老盗の夢」（1993年） - 座頭・照の市
  - 第9シリーズスペシャル「大川の隠居」（2001年）-
- 暴れん坊将軍シリーズ（ANB）
  - 暴れん坊将軍II
    - 第43話「鉄火意気地のおんな河岸」（1984年）- 徳三郎
    - 第77話「こんな悪事が俺にも出来た!?」（1984年） - 聖天の政五郎
    - 第147話「つめたい春の夫婦花!」（1986年）- 松井七右衛門
    - 第173話「謀叛人の娘」（1986年）- 慈念

  - 暴れん坊将軍III
    - 第83話「危うし将軍の座! 吉宗、試練の目安箱」（1989年） - 甚助
    - 第90話「花嫁の父は殺人者!?」（1989年） - 和尚
    - 第106話「激闘! 大阪城、吉宗に挑む豊臣一族!」（1990年）-

  - 暴れん坊将軍IV（1991年）
    - 第8話「逃げた花嫁」 - 寺岡宗達
    - 第24話「汚名を晴らした恋女房」 - 和尚

  - 暴れん坊将軍V
    - 第2話「隠居金千両の行方」（1993年） - 遁兵衛
    - 第39話「偽将軍様の悪党退治!?」（1994年） - 関根龍泉
    - 第40話「お泣き地蔵の恋」（1994年） - 医者

  - 暴れん坊将軍VI（1995年）
    - 第28話「姉とおとうと」 - 玄哲
    - 第37話「冷や飯剣法恋囃子」 - 住職

  - 暴れん坊将軍X
    - 第19話「ケガで十両、死んで百両!?息子に捧げる母の命」（2000年） - 浄明寺住職・玄海坊
- 鞍馬天狗 第26話「謎の侠客」（1990年、TX）
- 花真珠（1990年、NTV）
- 御影同心 鬼っ子侍（1991年、ANB）
- 喧嘩屋右近 第2シリーズ 第9話「おれたちの右近先生」（1993年、TX）
- 本多の狐－徳川家康の秘宝（1992年、ABC）
- 闇を斬る!大江戸犯科帳 第5話「悲しい嘘」（1993年、NTV） - 清庵
- 金田一耕助シリーズ（TBS）
  - 八つ墓村 〜双生児の老婆が語り始める…血も凍る連続殺人の幕開け…〜（1991年）
  - 女怪 〜深夜に墓を荒らす男とは…祈祷師が隠す頭蓋骨の謎〜（1992年）
  - 病院坂の首縊りの家 〜呪われた風鈴の音が呼ぶ生首坂〜（1992年）
  - 悪魔の唇 〜謎の連続殺人!死体に張りつく唇の跡は怨念を歌う〜（1994年）
- 裸の大将放浪記 第62話「イルカに乗った清」（1993年、KTV）
- 銭形平次 第4シリーズ（1994年、CX）
- 家族の条件 〜優子の青春物語〜（1994年、TVO）
- 殿さま風来坊隠れ旅 第10話「闇を走る鉄仮面!」（1994年、ABC） - 妙寛
- あばれ八州御用旅 第4シリーズ 第7話「妻恋街道流れ旅」（1994年、TX） - 日円
- 江戸の用心棒 第8話「清さん、女難の相あり」（1994年、NTV） - 和尚
- 金曜エンタテイメント / 山村美紗サスペンス「京都百人一首殺人事件」（1995年、CX）
- 木曜時代劇 大江戸弁護人走る!（1996年、ABC）
- 月曜ドラマスペシャル 名探偵キャサリン 第1作「ヘアデザイナー殺人事件」（1996年、TBS）
- 快刀!夢一座七変化 第4話「秀吉の埋蔵金の謎」（1996年、ABC） - 惣右衛門
- 秋のスペシャル時代劇「平手造酒 利根の決闘」（1997年、CX）
- 月曜ドラマスペシャル 一色京太郎事件ノート 第6作「京都火祭り鬼面殺人事件」（1997年、TBS） - 写真館の主人
- 木曜ミステリー 舞妓さんは名探偵! 第5話「女の斗い殺人事件」（1999年、ABC） - 藤原 ※酒井美紀版
- 活動寫眞の女（1999年、NHK BS2）
- 連続テレビ小説（NHK）
  - 甘辛しゃん（1997年） - 轟
  - ほんまもん（2001年） - 小野寺
- 新・部長刑事 アーバンポリス24 第53話「わが子を誘拐した女」（2000年、ABC）
- 次郎長三国志（2000年、TX）
- 熱血!周作がゆく（2000年、ABC）
- 京都迷宮案内 第3シリーズ 第5話「殺人犯を愛した女！時効直前・夫に話せない過去!!」（2001年、ANB）
- 忠臣蔵1/47（2001年12月28日、CX）
- 怪談百物語 第5話「耳なし芳一」（2002年、CX） - 源氏の武将
- 新・ズッコケ三人組 第8話「ズッコケ妖怪大図鑑」（2002年、NHK教育） - 和尚
- 剣客商売 第4シリーズ 第8話「逃げる人」（2003年、CX） - 如空
- 夢縁坂骨董店 第5話「ファウスト博士の金杯」（2005年、ABC）
- 新・科捜研の女2 第6シリーズ 第2話「vs文化財Gメンの女!二つの凶器に潜む血の涙の秘密」（2005年、ABC）
- 土曜ワイド劇場 / 「春らん漫!花の京都・熟年探偵団!!」（2007年、ABC）※遺作

### 映画
- 序の舞（1984年、東映） - 今尾景年
- 大奥十八景（1986年、東映） - 隆玄
- 利休（1989年、松竹） - 津田宗及
- プライド・運命の瞬間（1998年、東映） - 土肥原賢二
- 走れ!夢を乗せて（2003年、教育映画）
- 近江聖人 中江藤樹（2005年、東映）

### オリジナルビデオ
- ゼニ学シリーズ（徳間ジャパンコミュニケーションズ）
  - 〜悪女の決算編〜（1999年） - 難波良一
  - 〜禁断の錬金術篇〜（1999年） - 難波良一

### ラジオドラマ
- NHK-FM 青春アドベンチャー インテリア・ライフ 第3回「古道具屋の机」（2003年） - じいさん

### 舞台演出
- 贋作シリーズ（劇団男と女公演）
  - 「タクシードライバー」（1977年）
  - 「タワーリングインフェルノ」（1979年）
  - 「ミスター・グッドバーを探して」（1980年）
  - 「掏摸（スリ）」（1982年）

他多数

### その他
- 読売新聞インターネット掲載エッセイ「三文役者の哀歓」（2000年10月 - 2002年12月）